# واشنطن (كارولاينا الشمالية)
واشنطن (بالإنجليزية: Washington)‏ هي مدينة أمريكية ومركز مقاطعة بوفورت في ولاية كارولاينا الشمالية في الولايات المتحدة الأمريكية.

## التركيبة السكانية
حدّد مكتب تعداد الولايات المتحدة بيانات التركيبة السكانية لواشنطن في تعداد الولايات المتحدة. في ما يلي، التركيبة السكانية حسب تعدادي 2000 و2010.

### تعداد عام 2000
بلغ عدد سكان واشنطن 9,583 نسمة بحسب تعداد عام 2000، وبلغ عدد الأسر 3,968 أسرة وعدد العائلات 2,467 عائلة مقيمة في المدينة. في حين سجلت الكثافة السكانية 410.1 نسمة لكل كيلومتر مربع (1,062.2/ميل2). وبلغ عدد الوحدات السكنية 4,399 وحدة بمتوسط كثافة قدره 188.2 لكل كيلومتر مربع (487.4/ميل2).
وتوزع التركيب العرقي للمدينة بنسبة 51.78% من البيض و45.50% من الأمريكيين الأفارقة و0.17% من الأمريكيين الأصليين و0.49% من الأمريكيين ذوي الأصول الآسيوية و0.02% من سكان جزر المحيط الهادئ و1.04% من الأعراق الأخرى و1% من عرقين مختلطين أو أكثر و2.72% من الهسبانيون أو اللاتينيون من أي عرق.
بلغ عدد الأسر 3,968 أسرة كانت نسبة 32.7% منها لديها أطفال تحت سن الثامنة عشر تعيش معهم، وبلغت نسبة الأزواج القاطنين مع بعضهم البعض 37.3% من أصل المجموع الكلي للأسر، ونسبة 21.1% من الأسر كان لديها معيلات من الإناث دون وجود شريك،  بينما كانت نسبة 3.7% من الأسر لديها معيلون من الذكور دون وجود شريكة وكانت نسبة 37.8% من غير العائلات. تألفت نسبة 33.5% من أصل جميع الأسر من عدة أفراد يعيشون في نفس المنزل ونسبة 15.3% كانت تتألف من شخص يعيش بمفرده يبلغ من العمر 65 عاماً أو أكثر. وبلغ متوسط حجم الأسرة المعيشية 2.30، أما متوسط حجم العائلات فبلغ 2.93.
بلغ العمر الوسطي للسكان 39.5 عاماً. وكانت نسبة 24.6% من القاطنين تحت سن الثامنة عشر، وكانت نسبة 8.5% بين الثامنة عشر والرابعة والعشرين عاماً، ونسبة 24% كانت واقعةً في الفئة العمرية ما بين الخامسة والعشرين والرابعة والأربعين عاماً، ونسبة 22% كانت ما بين الخامسة والأربعين والرابعة والستين، ونسبة 16.1% كانت ضمن فئة الخامسة والستين عاماً فما فوق. يوجد لكل 100 أنثى 79.3 ذكر، ويوجد لكل 100 أنثى في الثامنة عشر من عمرها فما فوق 72.7 ذكر.
بلغ متوسط دخل الأسرة في المدينة 33,601 دولارًا، أما متوسط دخل العائلة فبلغ 45,469 دولارًا. وكان متوسط دخل الذكور 35,469 دولارًا مقابل 26,602 دولارًا للإناث. وسجل دخل الفرد الخاص بالمدينة 19,601 دولارًا. وكانت نسبة 8% من العائلات ونسبة 13.4% من السكان تحت خط الفقر، وكان من هؤلاء نسبة 18.3% تحت سن الثامنة عشر ونسبة 11.4% في الخامسة والستين من العمر وما فوق.

### تعداد عام 2010
بلغ عدد سكان واشنطن 9,744 نسمة بحسب تعداد عام 2010، وبلغ عدد الأسر 4,197 أسرة وعدد العائلات 2,450 عائلة مقيمة في المدينة. في حين سجلت الكثافة السكانية 416.9 نسمة لكل كيلومتر مربع (1,079.8/ميل2). وبلغ عدد الوحدات السكنية 4,754 وحدة بمتوسط كثافة قدره 203.4 لكل كيلومتر مربع (526.8/ميل2).
وتوزع التركيب العرقي للمدينة بنسبة 49.04% من البيض و45.49% من الأمريكيين الأفارقة و0.23% من الأمريكيين الأصليين و0.52% من الأمريكيين ذوي الأصول الآسيوية و0.08% من سكان جزر المحيط الهادئ و3.11% من الأعراق الأخرى و1.53% من عرقين مختلطين أو أكثر و5.52% من الهسبانيون أو اللاتينيون من أي عرق.
بلغ عدد الأسر 4,197 أسرة كانت نسبة 28.3% منها لديها أطفال تحت سن الثامنة عشر تعيش معهم، وبلغت نسبة الأزواج القاطنين مع بعضهم البعض 34.1% من أصل المجموع الكلي للأسر، ونسبة 20.8% من الأسر كان لديها معيلات من الإناث دون وجود شريك،  بينما كانت نسبة 3.5% من الأسر لديها معيلون من الذكور دون وجود شريكة وكانت نسبة 41.6% من غير العائلات. تألفت نسبة 36.7% من أصل جميع الأسر من عدة أفراد يعيشون في نفس المنزل ونسبة 15.9% كانت تتألف من شخص يعيش بمفرده يبلغ من العمر 65 عاماً أو أكثر. وبلغ متوسط حجم الأسرة المعيشية 2.23، أما متوسط حجم العائلات فبلغ 2.92.
بلغ العمر الوسطي للسكان 41.6 عاماً. وكانت نسبة 22.5% من القاطنين تحت سن الثامنة عشر، وكانت نسبة 8.3% بين الثامنة عشر والرابعة والعشرين عاماً، ونسبة 22.8% كانت واقعةً في الفئة العمرية ما بين الخامسة والعشرين والرابعة والأربعين عاماً، ونسبة 27.7% كانت ما بين الخامسة والأربعين والرابعة والستين، ونسبة 18.7% كانت ضمن فئة الخامسة والستين عاماً فما فوق. وتوزع التركيب الجنسي للسكان بنسبة 44.4% ذكور و55.6% إناث.

## المناخ
يظهر الجدول التالي التغييرات المناخية على مدار السنة لواشنطن:
| البيانات المناخية لـواشنطن                | البيانات المناخية لـواشنطن | البيانات المناخية لـواشنطن | البيانات المناخية لـواشنطن | البيانات المناخية لـواشنطن | البيانات المناخية لـواشنطن | البيانات المناخية لـواشنطن | البيانات المناخية لـواشنطن | البيانات المناخية لـواشنطن | البيانات المناخية لـواشنطن | البيانات المناخية لـواشنطن | البيانات المناخية لـواشنطن | البيانات المناخية لـواشنطن | البيانات المناخية لـواشنطن |
| الشهر                                     | يناير                      | فبراير                     | مارس                       | أبريل                      | مايو                       | يونيو                      | يوليو                      | أغسطس                      | سبتمبر                     | أكتوبر                     | نوفمبر                     | ديسمبر                     | المعدل السنوي              |
| ----------------------------------------- | -------------------------- | -------------------------- | -------------------------- | -------------------------- | -------------------------- | -------------------------- | -------------------------- | -------------------------- | -------------------------- | -------------------------- | -------------------------- | -------------------------- | -------------------------- |
| متوسط درجة الحرارة الكبرى °ف              | 53.8                       | 56.9                       | 63.8                       | 72.8                       | 80.5                       | 87.3                       | 89.7                       | 88.3                       | 83.2                       | 74.1                       | 65.6                       | 56.8                       | 72.7                       |
| متوسط درجة الحرارة الصغرى °ف              | 34.2                       | 36.4                       | 41.9                       | 50.3                       | 59.3                       | 68.5                       | 72.5                       | 70.9                       | 65.4                       | 53.5                       | 44.5                       | 35.7                       | 52.8                       |
| الهطول إنش                                | 3.85                       | 3.32                       | 4.22                       | 3.14                       | 4.11                       | 4.44                       | 5.45                       | 5.22                       | 5.81                       | 3.28                       | 3.2                        | 3.26                       | 49.3                       |
| متوسط تساقط الثلوج إنش                    | 0.5                        | 0.4                        | 0.2                        | 0.1                        | 0                          | 0                          | 0                          | 0                          | 0                          | 0                          | 0                          | 0.8                        | 2                          |
| متوسط درجة الحرارة الكبرى °م              | 12.1                       | 13.8                       | 17.7                       | 22.7                       | 26.9                       | 30.7                       | 32.1                       | 31.3                       | 28.4                       | 23.4                       | 18.7                       | 13.8                       | 22.6                       |
| متوسط درجة الحرارة الصغرى °م              | 1.2                        | 2.4                        | 5.5                        | 10.2                       | 15.2                       | 20.3                       | 22.5                       | 21.6                       | 18.6                       | 11.9                       | 6.9                        | 2.1                        | 11.6                       |
| الهطول مم                                 | 98                         | 84                         | 107                        | 80                         | 104                        | 113                        | 138                        | 133                        | 148                        | 83                         | 81                         | 83                         | 1٬250                      |
| متوسط تساقط الثلوج سم                     | 1.3                        | 1.0                        | 0.51                       | 0.25                       | 0                          | 0                          | 0                          | 0                          | 0                          | 0                          | 0                          | 2.0                        | 5.1                        |
| المصدر: xmACIS2 (Monthly Climate Normals) |                            |                            |                            |                            |                            |                            |                            |                            |                            |                            |                            |                            |                            |

## أعلام
- داميان ويلكنز
- ويليام تشرشل ديميل
- ويليام كينيدي
- جون همفري سمول
- موراي هاميلتون
- ليندسي كارتر ارين
- ريان زيمرمان
- جوزيف دانييل